# Hyposmocoma laysanensis
Hyposmocoma laysanensis là một loài bướm đêm thuộc họ Cosmopterigidae. Nó là loài đặc hữu của đảo Laysan thuộc quần đảo Tây Bắc Hawaii. Loài này sống tại Guano Rock trên đảo Laysan.
Hyposmocoma laysanensis có sải cánh dài 5.2–7.7 mm.